# Oscar Roty

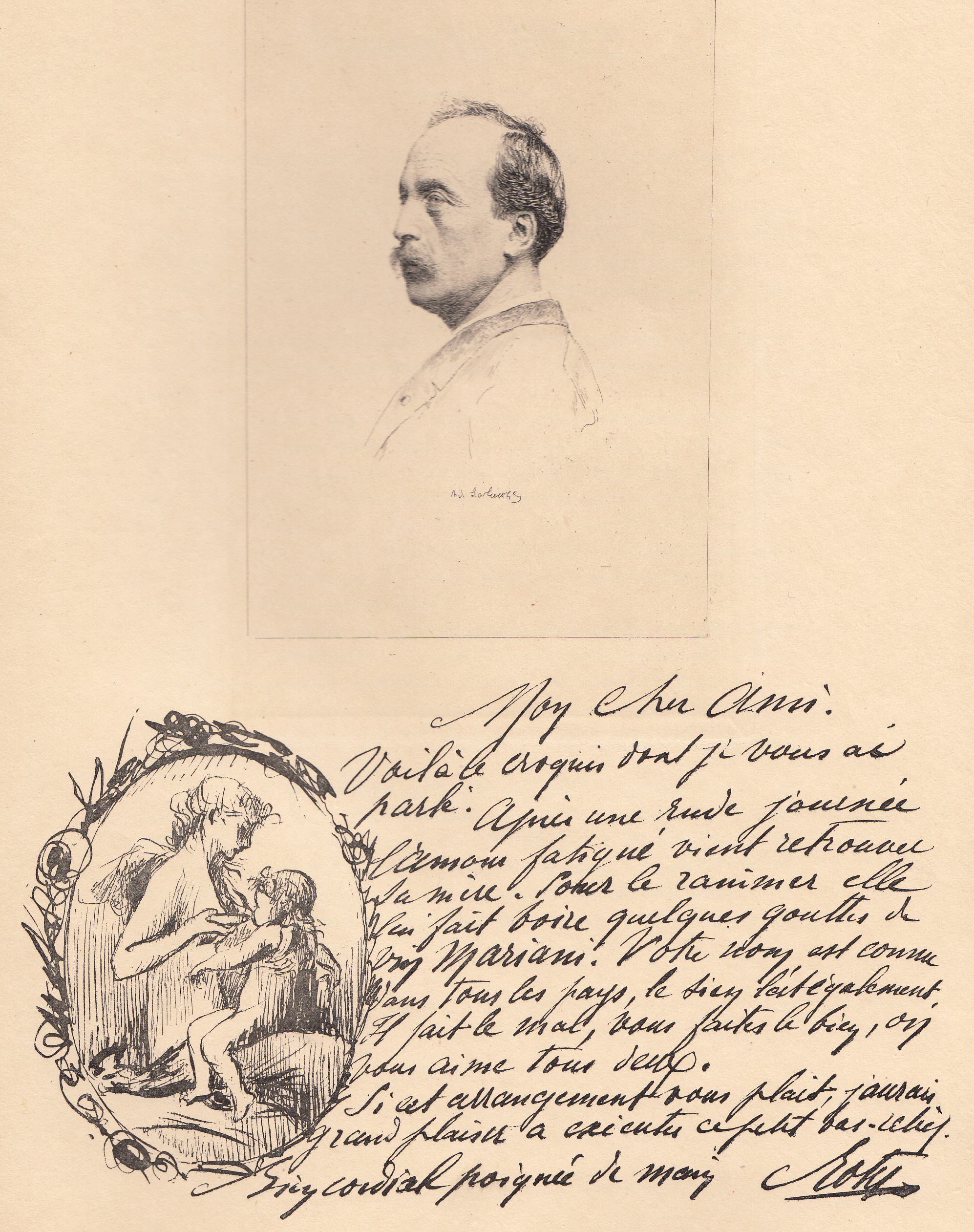
Oscar Roty (1846-1911)

Louis Oscar Roty (n. 12 iunie 1846, Paris, Franța – d. 23 martie 1911, Paris, Franța) a fost un gravor de monede și medalist francez.
El este cunoscut mai ales pentru unul dintre desenele sale numit Semănătoarea, în franceză Semeuse, folosită în Franța pe monede începând din 1898 și pe mărcile poștale începând din 1903. 
Louis Oscar Roty și-a semnat lucrările O. Roty.

## Biografie
Louis Oscar Roty s-a născut la Paris la 11 iunie 1846, în timpul Monarhiei din Iulie.
A fost elev al lui Horace Lecoq de Boisbaudran la Școala Națională Superioară de Arte Decorative din Paris și al lui François Joseph Hubert Ponscarme la Școala Națională Superioară de Belle-Arte din Paris.
În 1887, s-a căsătorit cu Marie Boulanger, fiică a lui Pierre François Marie Boulanger, feronier de artă. .
Louis Oscar Roty este cunoscut mai ales printr-unul din desenele sale denumit Semeuse / Semănătoare, a cărui origine o găsim în 1887. La început a fost un proiect, rămas fără urmări, al unei medalii de recompensă propus de Ministerul francez al Agriculturii. În 1896, când Ministerul Economiei și Finanțelor a comandat noi monede, Roty a reluat și modificat „Semănătoarea” din 1887.  
Din 1898, monedele de tip Semănătoarea, în franci francezi, sunt utilizate în Franța..
Tipul de „Semănătoare” figurează, din 1903, pe mărcile poștale franceze gravate de Eugène Mouchon după o placă în relief realizată de Roty.
Roty a produs și numeroase medalii în stilul Art Nouveau.
Oscar Roty a murit la Paris la 23 martie 1911 și a fost înmormântat în Cimitirul Montparnasse în arondismentul al 14-lea al Parisului.
Fiul lui Oscar Roty a ales localitatea Jargeau din departamentul Loiret pentru a organiza Muzeul Oscar Roty · . Ceara din 1896 pentru pregătirea monedelor de argint emise de Monnaie de Paris este păstrată, ca și întreaga operă gravată a artistului.

## Galerie de imagini

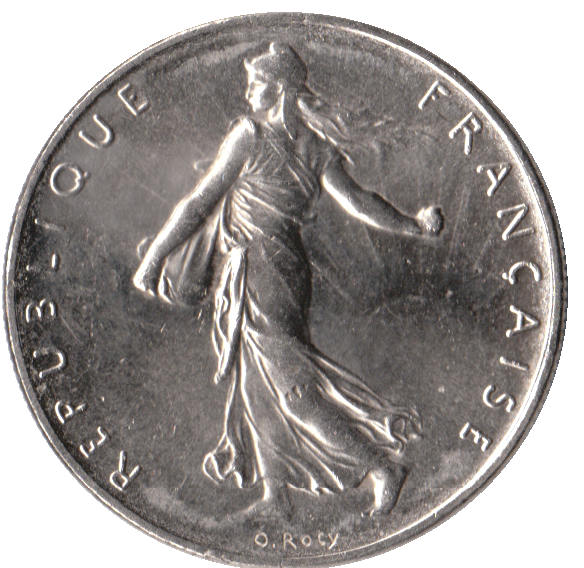
1 franc francez din 1999, gravat de O. Roty (avers): REPUBLIQUE FRANÇAISE „La Semeuse”[20], spre stânga
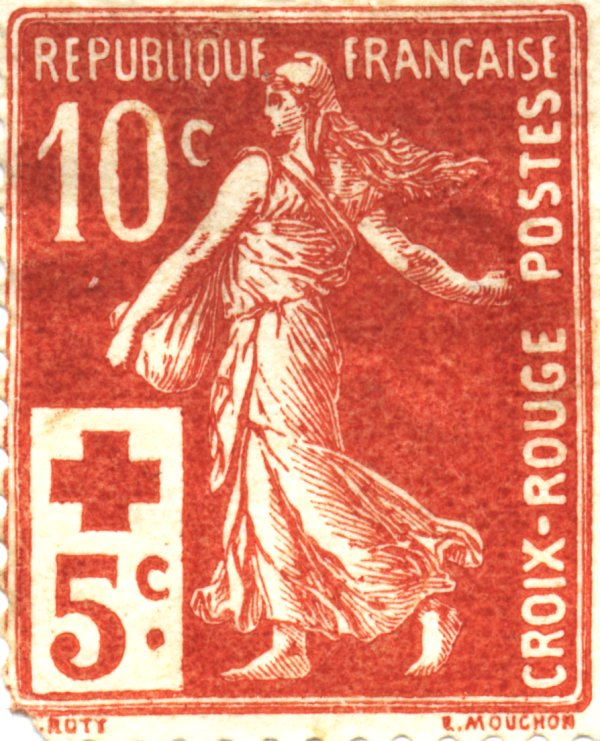
Semeuse pe o marcă poștală din 1918
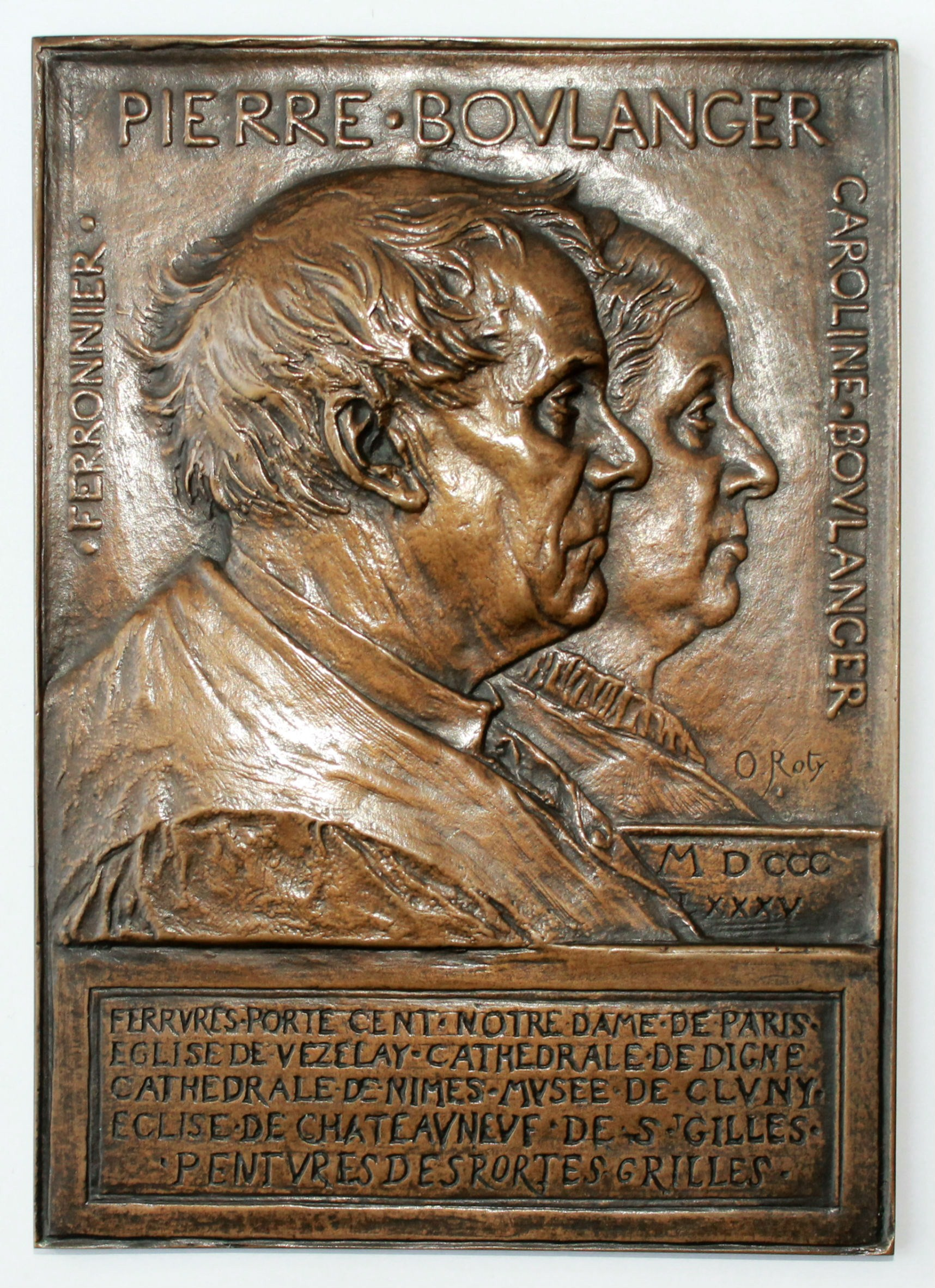
Plachetă a lui Pierre și Caroline Boulanger de O. Roty
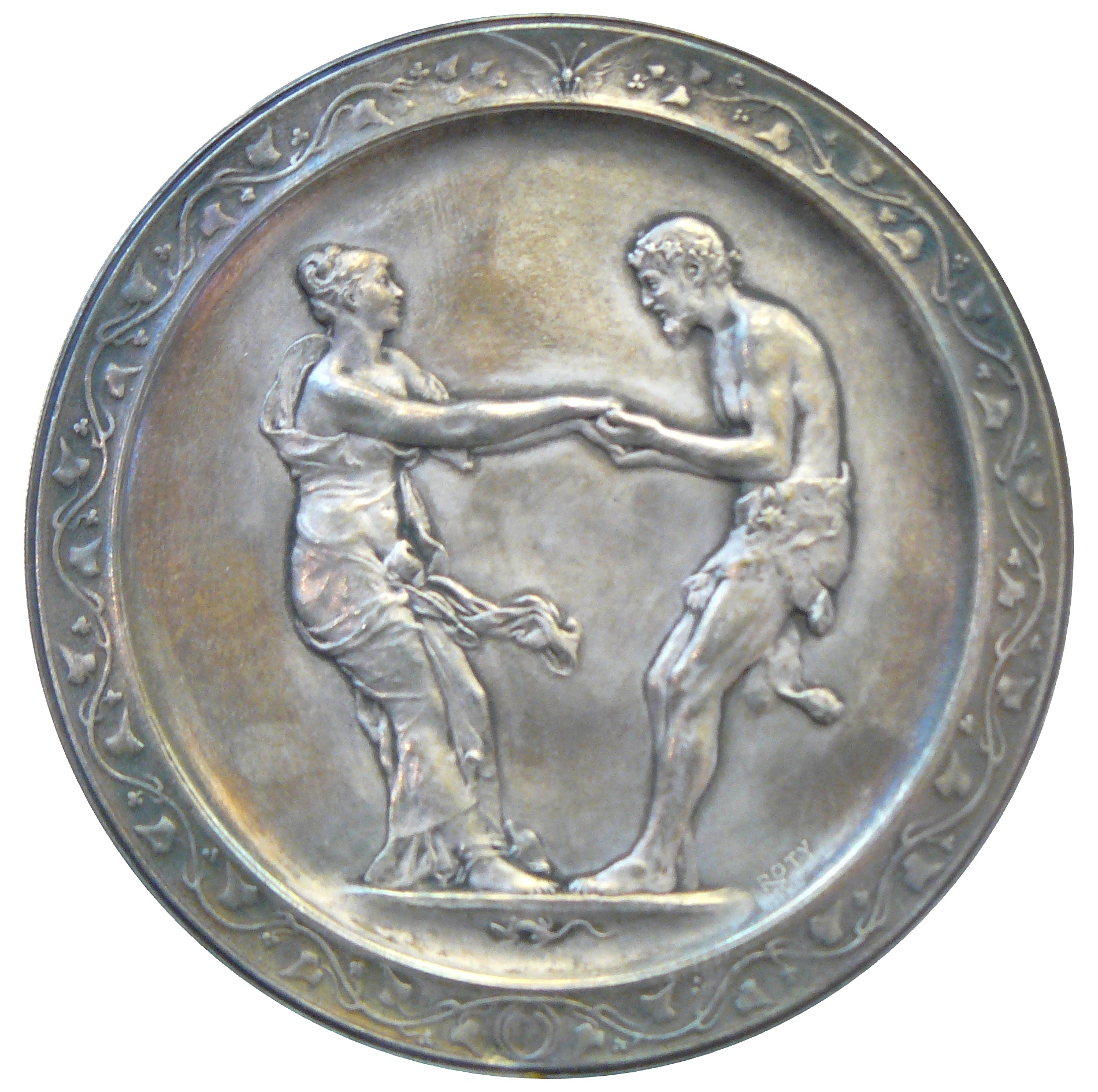
Medalia Faun și nimfă dansând de Oscar Roty (1846-1911) - staniu, diametru cca 8 cm; Cabinet des Médailles, Paris
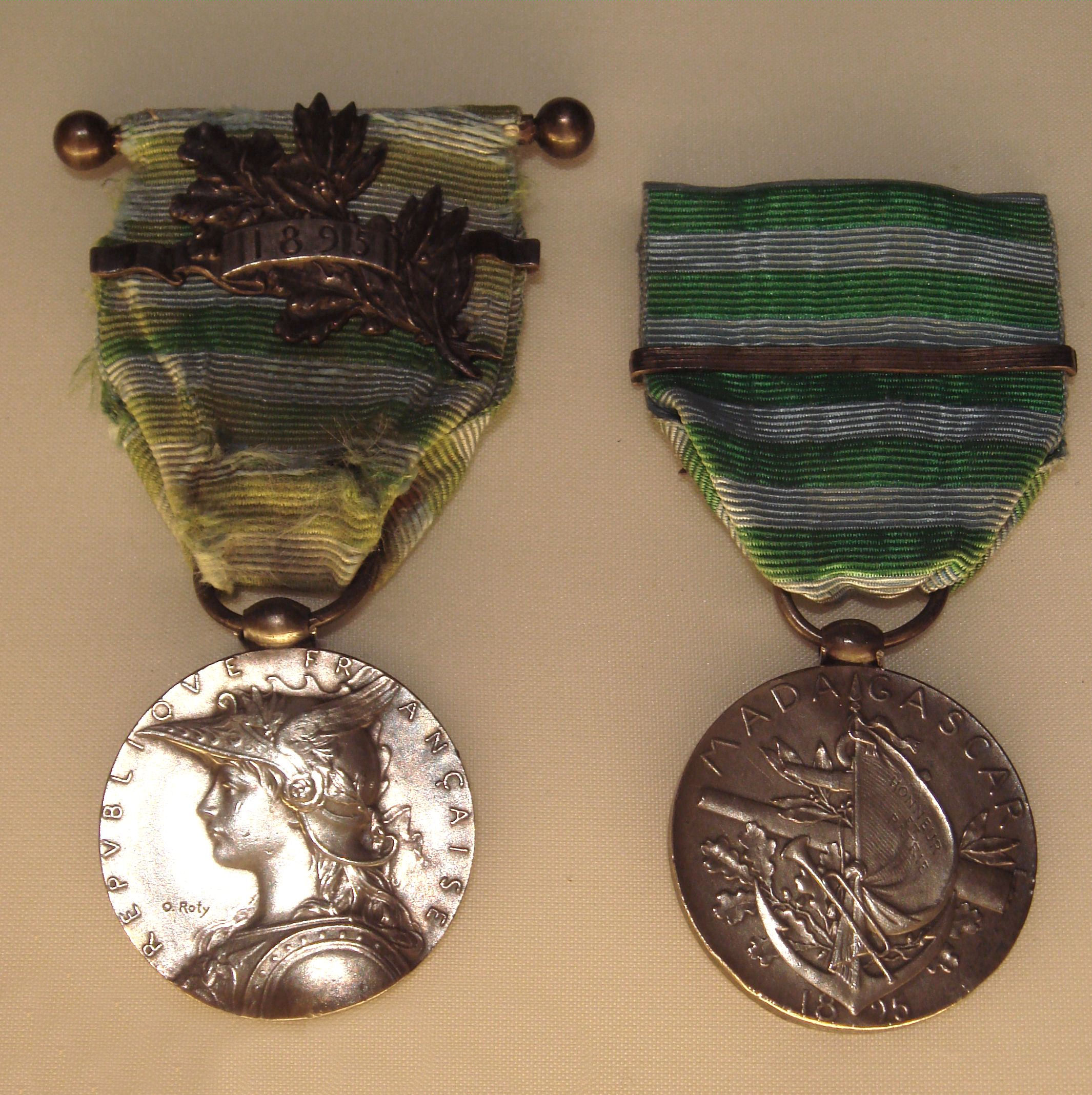
Medalia celei de-A Doua Expediții în Madagascar
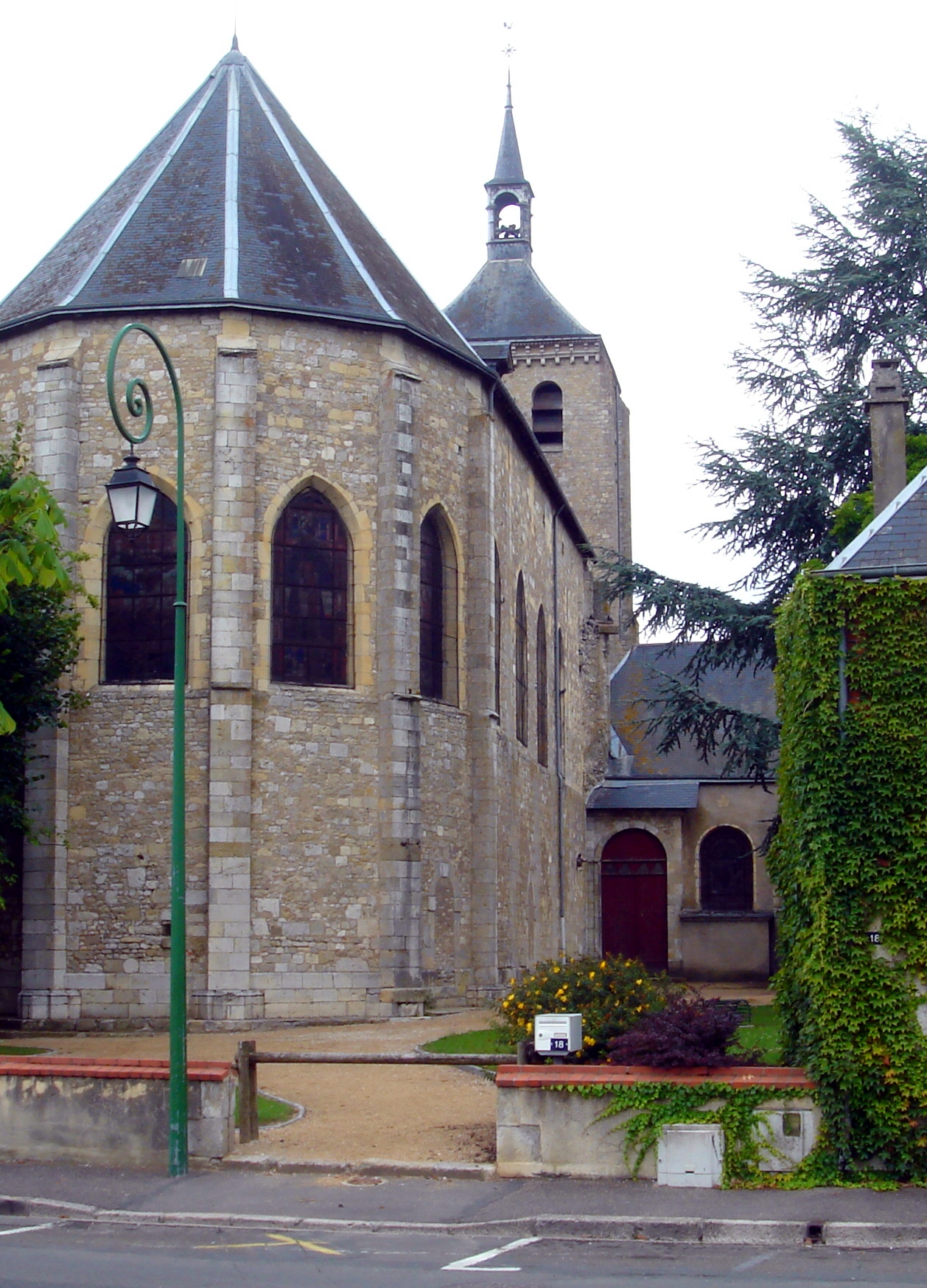
Scuarul Roty la Jargeau